# Ghewont Aliszan

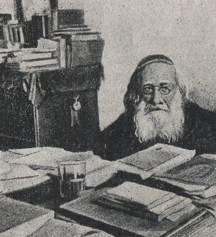
Ghewont Aliszan

Ghewont Aliszan (właściwie Kerowpe Aliszanian) (ur. 1820, zm. 1901) – ormiański poeta, historyk i filolog. 
Tworzył poezję poświęconą idei wyzwolenia Armenii spod panowania tureckiego. Był wydawcą ormiańskich pieśni ludowych.